# Tennis Open Karlsruhe
Il Tennis Open Karlsruhe è un torneo professionistico di tennis giocato sulla terra rossa, che fa parte dell'ATP Challenger Tour. Si gioca annualmente dal 2023 al Tennisclub Rüppurr 1929 e.V. di Karlsruhe, in Germania.

## Albo d'oro

### Singolare
| Anno | Campione         | Finalista            | Punteggio     |
| ---- | ---------------- | -------------------- | ------------- |
| 2024 | Jozef Kovalík    | Camilo Ugo Carabelli | 6–3, 7–6(2)   |
| 2023 | Alejandro Tabilo | Giulio Zeppieri      | 2–6, 1–0 rit. |

### Doppio
| Anno | Campioni                        | Finalista                        | Punteggio |
| ---- | ------------------------------- | -------------------------------- | --------- |
| 2024 | Jakob Schnaitter Mark Wallner   | Dan Added Grégoire Jacq          | 6–4, 6–0  |
| 2023 | Neil Oberleitner Tim Sandkaulen | Vít Kopřiva Michail Pervolarakis | 6–1, 6–1  |